# Imeria albomaculata
Imeria albomaculata är en stekelart som beskrevs av Cameron 1903. Imeria albomaculata ingår i släktet Imeria och familjen brokparasitsteklar. Inga underarter finns listade i Catalogue of Life.